# Bremer Verlagswesen
Das Bremer Verlagswesen ist der wirtschaftliche Sektor der Bremer Medien-Unternehmen, welche Werke aus Literatur und Wissenschaft sowie Zeitungen und Zeitschriften als Verleger oder in einem Verlagssystem in und um Bremen und Bremerhaven verbreiten. Auch Bremer Autoren und staatliche Bremer Institutionen wie das Staatsarchiv Bremen treten dabei zuweilen als Verleger auf.

## Geschichte
Auch in Bremen waren früher die Drucker oder Kupferstecher zugleich auch die Verleger ihrer Druckwerke. Gedruckt und verlegt wurden Schriften, Einzelblätter, Stadtpläne oder Ansichten zur Religion, für den Bremer Rat oder für das Gymnasium illustre. Der erste in Bremen nachzuweisende Buchdrucker trug die Initialen A. G. V. (oder A. G. M.), er soll 1526 ein Buch mit Thesen von Heinrich von Zütphen verlegt haben. Bekannt waren später die Rats- und Buchdrucker Thomas de Villiers (* in Gent; † 1622) und sein Sohn Bartholdus de Villiers (1622–1663). Ende des 17. Jahrhunderts war der Erfurter Philipp Gottfried Saurmann als Buchhändler und Verleger für Religionswerke in Bremen ansässig und sein Sohn Nathanael († 1759) führte das Unternehmen weiter und verlegte auch Unterhaltungsliteratur.
In der zweiten Hälfte des 18. Jahrhunderts waren schon mehrere Verleger in Bremen tätig wie unter anderem Ludwig Georg Förster. Die Bremer Georg Joachim Göschen (1752–1828) und Friedrich Wilmans (1764–1830) aus der Gelehrtenfamilie Wilmanns ließen sich an anderen Orten nieder. Erst am Anfang des 19. Jahrhunderts traten Kaufleute und Buchhändler als Verleger auf wie Carl Schünemann (1780–1835) und Johann Georg Heyse. Es erschienen von 1820 bis 1846 um die 1300 Verlagsartikel als Bücher und auch als kleinere Schriften. 1860 residierten in Bremen die fünf größeren Verlage Heyse, Kühtmann, C.Ed. Müller, Schünemann und Heinrich Strack, von denen Schünemann bis in die 1920er Jahre der führende Verlag war. Weitere kleinere Verlage bestanden wie Gustav Winter, Franz Quelle und Arthur Geist.
In Bremerhaven und Lehe wirkte der Verleger Paulus Friedrich Lamberti ab 1842 mit dem Bremerleher, der bis 1969 häufig seinen Namen wechselte. In Geestemünde verlegte Johann Bohls und A.E. Lachmann seit 1866 die Nordsee-Zeitung. August von Vangerow wurde 1887 Mitherausgeber der Provinzial-Zeitung in Lehe, Geestemünde und Bremerhaven; seit 1901 gehört auch die Nordsee-Zeitung dazu. Josef Ditzen gründete 1895 mit der Herausgabe der Nordwestdeutschen-Zeitung den Ditzen-Verlag in Bremerhaven. Ditzen wurde zum größten Verleger in Bremerhaven und gibt seine Zeitung seit 1949 als Nordsee-Zeitung heraus.
Der Verlag der Bremer Presse wurde 1922 von Hugo von Hofmannsthal angekündigt mit dem Ziel die Arbeit der Bremer Presse – mit Sitz in Bremen, später in Bad Tölz und München – zu ergänzen. Es sollen bis 1934 jährlich um die 20 Werke erschienen sein. In dem Verlag erschienen auch die Zeitschriften Neue Deutschen Beiträge und die Corona.
Nach dem Zweiten Weltkrieg gab es die Verlage von Schünemann, Dorn und den 1921 gegründeten Angelsachsen-Verlag, der in den Hauschild Verlag überging. Schünemann blieb einer der bedeutendsten Verlage. 1945 gründete Hans Hackmack den Weser-Kurier. Die Zeitung entwickelte sich zum bedeutendsten Presseorgan in Bremen und entsprechend wuchs auch die Bedeutung des Verlagshauses, das 1974 auch die Bremer Nachrichten von Schünemann übernahm und 1981 zur Bremer Tageszeitungen AG wurde. Zeitweise kamen hinzu Verlage wie die von Friedrich Röver und Hans Kasten. Donat und Temmen gründeten 1984 einen Verlag und trennten sich 1987. Erfolgreich entwickelte sich seit 1987 die Edition Temmen zum überregionalen Verlag und auch der Donat Verlag blieb nicht nur bestehen, sondern hat für seine Arbeit den Kultur- und Friedenspreis der Villa Ichon e. V., den Carl von Ossietzky-Preis der Stadt Oldenburg und den Preis für das beste Plattdeutsche Buch des Jahres 2011 erhalten. 1998 wurden im Branchen-Adressbuch 80 Verlage in Bremen gezählt und 2008 waren es 62 Firmen die unter der Rubrik Verlag im Telefonbuch erschienen, während in Bremerhaven nur sechs Verlage genannt wurden, von denen der Ditzenverlag der bedeutendste war und ist.

## Verleger
Chronologische Reihenfolge einer Auswahl

### Bremer Verleger (Auswahl)
- Philipp Gottfried Saurmann verlegte in Bremen (aber auch in Franckfurt und Leipzig) religiöse Werke wie Das Leben des Glaubens (1697), das Neue Testament (1711) oder auch Chroniken und Geschichten.
- Ludwig Georg Förster verlegte 1767 den Versuch eines bremisch-niedersächsischen Wörterbuches.
- Georg Joachim Göschen (1752–1828), Buchhändler in Bremen, Leipzig und Dessau, Verleger in Leipzig und Grimma.
- Friedrich Wilmans (1764–1830) war zunächst seit 1792 Buchhändler, bald darauf auch Verleger in Bremen. 1802 siedelte er und sein Verlag nach Frankfurt am Main über.
- Der Schünemann Verlag wurde 1810 in Bremen gegründet und ist bis heute als Familienbetrieb in Bremen im Schünemann-Haus direkt an der Weser ansässig. Er ist einer der ältesten noch am Gründungsort bestehenden Verlage Deutschlands. Der Betrieb vereint heute die vier Bereiche Buchverlag, Sprachzeitungsverlag, Zeitschriftenverlag sowie Kunst- und Designversandhaus. Er vertrieb als Zeitung die Bremer Wöchentlichen Nachrichten, die ab 1854 Bremer Nachrichten hieß und 1974 an den Verlag Bremer Tageszeitungen AG überging. Das Handelsblatt Weser-Zeitung erschien von 1844 bis 1934 und fusionierte dann mit den Bremer Nachrichten. Er verlegte unter anderem Werke von Manfred Hausmann, Wilhelm Scharrelmann und Georg Droste.
- Johann Christian Kühtmann (1815–1869) wurde 1844 Teilhaber des Verlags Schünemann. 1845 übernahm er die Firma. Sie hieß nun Carl Schünemanns Buchhandlung, Inh. Johann Kühtmann und ab 1847 Kühtmann & Co. Auch Schulbücher, Wörterbücher, Stadtpläne, Stadtansichten und geographische Werke wurden verlegt. Seine Frau führte das Geschäft noch bis 1885 und verkaufte es an Gustav Winter.
- Paulus Friedrich Lamberti (1815–1871), Zeitungsverleger in Bremerhaven und Lehe u. a. von 1842 dem Bremerleher, ab 1846 Wöchentliche Anzeigen für Lehe, Umgegend und Land Wursten, ab 1848 Der Mitteiler an der Unterweser, ab 1861 Volksblatt an der Nordsee und ab 1862 Volksblatt an der Weser. 1969 an die Nordsee-Zeitung verkauft und Erscheinen eingestellt.
- Johann Bohls und A.E. Lachmann gründeten und verlegten seit 1866 die Nordsee-Zeitung in Geestemünde. Die bürgerlich-freisinnige Zeitung wurde 1901 an die Provinzial-Zeitung von Geestemünde verkauft.
- Gustav Winter war zunächst seit 1871 Buchhändler. 1885 erwarb er die Buchhandlung und den Verlag Kühtmann. Er verlegte neusprachliche und technische Lehrbücher, bremische Literatur und einzelne Schriften.
- Franz Quelle (1871–1914) übernahm 1907 den Betrieb von Winter und führte ihn als Gustav Winters Buchhandlung, Franz Quelle. Er verlegte Schul- und Lehrbücher, bremische Literatur und literarische sowie wissenschaftliche Werke. Arthur Geist übernahm nach 1914 Buchhandlung und Verlag.
- August von Vangerow (1863–1935) wurde 1887 Mitherausgeber der Provinzial-Zeitung (seit 1926 Wesermünder Neueste Nachrichten), zu der seit 1901 auch die bürgerlich-freisinnige Nordsee-Zeitung gehörte. 1905 gründete er die Provinzial-Zeitung GmbH.
- Julius Bruhns (1860–1927), Gewerkschafter, Journalist und Bremer Reichstagsabgeordneter (SPD), war von 1890 bis 1895 erster Verleger und Redakteur der 1890 neu herausgegebenen Bremer Bürger-Zeitung der SPD. 1895 wurde die Zeitung vom Auer-Verlag in Hamburg übernommen und 1907 bis 1974 vom SPD – Verlagshaus Schmalfeldt & Co.
- Josef Ditzen gründete 1895 mit der Herausgabe der Nordwestdeutschen-Zeitung den Ditzen-Verlag (heute Ditzen GmbH & Co.) in Bremerhaven. 1913 kaufte Ditzen die Unterweser-Zeitung und nannte das Unternehmen Nordwestdeutsche Zeitung, Zeitungsverlag und Druckerei GmbH. Die Nordwestdeutschen-Zeitung erschien unter diesen Namen von 1895 bis 1945. Der Verlag gibt seit 1949 die seit 1866 bestehende Nordsee-Zeitung heraus, die 1901 an die Provinzial-Zeitung in Geestemünde überging und die 1941 von der Nordwestdeutschen-Zeitung übernommen wurde. Aktuell umfasst die Ditzen-Gruppe mehrere Zeitungs- und Buchverlage und das Druckzentrum Nordsee.
- Hinrich Schmalfeldt (1850–1937), Politiker (SPD, USPD) und Bremer Reichstagsabgeordneter, trat seit 1904 als Firmenträger der von der SPD getragenen Druckerei und des Verlages Schmalfeldt Co. auf, welche seit 1907 die Bremer Bürger-Zeitung herausgab.
- Arthur Geist übernahm 1914 die Buchhandlung und den Verlag von Franz Quelle mit dem Namen Gustav Winters Buchhandlung, Franz Quelle Nachf. Seit 1934 firmierte das Haus als Buchhandlung Arthur Geist. Der Verlag verlegte unter anderem plattdeutsche Literatur in der Roland-Bücherei (um 1939–1962) mit Werken von Heinrich Schmidt-Barrien und lokale Schriften. Die Buchhandlung Geist Am Wall wurde als Buchhandlung 1829 gegründet und besteht heute noch.
- Der Döll-Verlag war von 1919 bis in die 1980er Jahre ein Verlag und eine Buchhandlung, gegründet von Johann Heinrich Döll sen.
- Der Friedrich Trüjen Verlag verlegte vom um 1938 bis um 1966 über 45 Werke
- Der Angelsachsen-Verlag wurde 1922 gegründet und gehörte zu Kaffee HAG von Ludwig Roselius. Er verlegte Werbebroschüren für Kaffee HAG und Werke aus der Kunst. 1928 erschien die künstlerische Zeitschrift Die Böttcherstraße, seit 1935 Mappenwerke Die deutsche Kunst. Nach dem Zweiten Weltkrieg betrachtet sich der Verlag Hauschild als Rechtsnachfolger.
- Walter Dorn (1891–1957) gründete 1923 in Bremen-Horn den Walter Dorn Verlag, der wissenschaftliche und auch schöngeistige Literatur herausbrachte. 1926 gründete er den Industrie- und Handelsverlag Walter Dorn, der unter anderem Adress- und Firmenhandbücher verlegte. Nach 1945 entstanden Tochterverlage in Bielefeld, Hamburg, Hannover und Frankfurt am Main. Beide Verlage bestanden bis 1981.
- Heinrich Moritz Hauschild gründete den Verlag H.M. Hauschild GmbH. Seit 1855 gab es zunächst eine Druckerei in Bremen, welche sich zu einem Verlag entwickelte. Sie druckte die Auswandererzeitung, die Lloyd-Zeitung, die Bremer Kirchenzeitung, die Zeitschrift Der Schlüssel und den Hauschild-Kalender. 1950 ging nach dem Tod von Hauschild der Betrieb an Kaffee HAG (heute Mondelēz International) über und er fusionierte mit dem Angelsachsen-Verlag. Der Verlag stellt heute regionale Literatur, insbesondere Bremensien her.
- Hans Hackmack (1900–1970) war von 1945 bis 1960 Herausgeber bzw. Mitherausgeber der Zeitung Weser-Kurier. Er gründete 1946 den Zeitungsverlag Weser-Kurier GmbH. Die Zeitung entwickelte sich zum wichtigsten Presseorgan in Bremen und in der Unterweserregion und entsprechen wuchs auch die Bedeutung des Verlagshauses. Sein Enkel Ulrich Hackmack wurde um 2008 Vorstandsvorsitzender des Verlagshauses.
- Peter Kurze gründete 1980 eine Versandbuchhandlung für Motor-Literatur und gibt seit 1988 Bücher zur Bremer Unternehmensgeschichte heraus.
- Hermann Rudolf Meyer (1902–1979) wurde 1949 Verlagsleiter vom Weser-Kurier. Er übernahm 1952 und 1956 große Verlagsanteile (Parität). 1974 kaufte der Verlag die Bremer Nachrichten von Schünemann. 1981 wurde die Firma zur Bremer Tageszeitungen AG.
- Der Verlag Donat & Temmen wurde 1984 von Helmut Donat und Horst Temmen gegründet. Verlagsschwerpunkte waren Deutscher Pazifismus, Zeitgeschichte sowie die Dissidentenszene und deren Entwicklung in Osteuropa. 1987 trennten sich die beiden Verlagspartner und gründeten jeweils eigene Verlagshäuser.
- Der Donat Verlag von Helmut Donat besteht seit der Trennung von Temmen; heute wird unter dem Namen Donat Verlag & Antiquariat neben dem Buchverlag noch ein angeschlossenes Versandhandels-Antiquariat betrieben. Helmut Donat erhielt für seine verlegerische Arbeit 1990 den Kultur- und Friedenspreis der Bremer Villa Ichon und 1996 den Carl-von-Ossietzky-Preis für Zeitgeschichte und Politik der Stadt Oldenburg. Bis 2007 hat der Verlag rund 300 Titel verlegt mit unter anderem zeitgeschichtlichen, friedenspolitischen, historischen, pädagogischen, religiösen und psychologischen Themen.
- Das Verlagshaus Edition Temmen wurde von Horst Temmen nach der Trennung von Donat 1987 neu gegründet. Verlegt wurden vor allem Reiseführer, Reisebücher und Bremensien; eine Ausweitung des Sortiments erfolgte nach und nach im Sachbuchbereich mit zumeist norddeutschen Bezug. Bis 2002 waren bereits etwa 1.200 Titel erschienen und 2010 wurden etwa 200.000 Bücher verkauft.
- Der NW – Verlag besteht seit 1976 in Bremerhaven als Tochterunternehmen der Gruppe Nordsee-Zeitung und verlegt wissenschaftliche Publikationen und Medien zur Geschichte, Straßenwesen, Arbeits- und Gesundheitsschutz, Physik und Technik.
- Der Verlag W. Wächter GmbH besteht als Familienbetrieb seit 1978 und setzt seine Schwerpunkte in den Bereichen Haus & Wohnen, Garten & Natur und Soziales. Neben dem Bremer Standort gibt es eine Niederlassung in Berlin.
- Raimund Cassalette gründete 1983 den Hallo TAXI Fachverlag, der 2007 von seinem Sohn Jan Cassalette übernommen wurde. 2013 folgte die Gründung der Cassalette Verlagsgesellschaft mbH.
- Der Manholt Verlag war ein 1985 in Bremen von Dirk Hemjeoltmanns gegründeter Verlag, spezialisiert auf Editionen französischer Literatur.
- Klaus Kellner gründete 1988 den Kellner Verlag (auch SachBuchVerlag Kellner), der Fachliteratur für Interessenvertretungen und Gewerkschaften aber auch Bremensien, Reiseführer und Praxis-Reihen verlegt.
- Der Roland Verlag ist verlegerisch vorwiegend im Kulturbereich für Theater und Galerien in Bremen und Bremerhaven aktiv.
- Der Brillant Verlag wurde 1992 von Sigrid Lony Hirt gegründet und verlegt neben dem Stadtmagazin Brillant – Das Magazin aus Bremen auch die Brillant Edition "Typisch Bremen" – Die brillanten Seiten der Hansestadt, eine Bremensie, erschienen 1997.
- Der Sujet Verlag wurde 1996 von Madjid Mohit gegründet und hat sich auf Literatur ausländischer Autoren, die nicht in ihrem Heimatland leben und dort nicht publizieren wollen oder können, spezialisiert. Einen breiten Raum nimmt dabei iranische Exilliteratur ein.
- Der SadWolf Verlag wurde 2014 von Etienne Sadek und Johannes Wolfers in Bremen gegründet und fokussiert sich auf Noir-Literatur.

### Verleger mit Bremenbezug
- Der Bremer Georg Joachim Göschen (1752–1828) gründete 1785 in Leipzig die G. J. Göschen’sche Verlagsbuchhandlung.
- Johann Georg Heyse gründete 1800 seinen ersten Verlag in Frankfurt am Main, der Bremische Lokalschriften verlegte, so auch das Gelehrtenlexikon von Heinrich Wilhelm Rotermund von 1818.
- Der frühere Leipziger Insel-Verlag wurde zunächst von dem Dresdner Alfred Walter Heymel und dem Bremer Rudolf Alexander Schröder geleitet. Im Jahre 1904 wurde diese von dem Leipziger Carl Ernst Poeschel und dem Bremer Anton Kippenberg übernommen. Der Insel-Verlag erlangte unter ihrer Leitung eine führende Stellung im Buchgewerbe.
- Johann Stridbeck der Jüngere (1665–1714) verlegte 1712 einen Stadtplan von Bremen vom Kupferstecher Caspar Schultze.